# Callosobruchus maculatus
Espèce
Callosobruchus maculatus, la Bruche à quatre taches ou Bruche du Niébé, est une espèce de coléoptères de la famille des Chrysomelidae et de la sous-famille des Bruchinae. C'est une espèce primitivement tropicale mais répandue depuis dans le monde entier où elle parasite des plantes légumineuses, de préférence les graines de Vigna et de Dolichos, dans les cultures d'abord, puis en vase clos dans les entrepôts.
Les pertes en poids occasionnées par les bruches dans les stocks peuvent être estimées à plus de 80 % après six ou sept mois de stockage et les graines deviennent inconsommables.

## Noms vulgaires et vernaculaires
Callosobruchus maculatus est appelée en français « Bruche du haricot » (ce nom désigne néanmoins la plupart du temps Acanthoscelides obtectus), « Bruche du haricot dolique », « Bruche de pois-chiche », « Bruche à quatre taches », « Bruchide » ou « Bruche du niébé ».

## Taxonomie
L'espèce est décrite en premier par Johan Christian Fabricius en 1775, qui la classe dans le genre Bruchus sous le nom binominal Bruchus maculatus. Il existe un certain nombre d'espèces de Callosobruchus qui attaquent les légumineuses, dont la plus commune et la plus connue est C. maculatus. Les adultes de la plupart des espèces connues à partir des légumineuses stockées peuvent être identifiés à l'aide de la clé bruchidique de Haines (1991).
Il existe de nombreux synonymes de C. maculatus ; cependant, le seul synonyme couramment utilisé dans la littérature générale est Bruchus quadrimaculatus Fabricius. Certains signalements de C. maculatus en Afrique du Sud peuvent provenir d'erreurs d'identification avec Callosobruchus rhodesianus.

### Synonymes
- Bruchus ambiguus Gyllenhal 1839[1],[5]
- Bruchus barbicornis Fabricius, 1801[1]
- Bruchus bistriatus Fabricius, 1801[1]
- Bruchus maculatus Fabricius 1775[1],[5]
- Bruchus ornatus Boheman[1],[5]
- Bruchus quadrimaculatus Fabricius 1792[1],[5]
- Bruchus sinuatus Fåhraeus[5]
- Bruchus trabuti (Caillol)[5]
- Bruchus vicinus Gyllenhal 1833[5]
- Callosobruchus ambiguus (Gyllenhal)[1],[5]
- Callosobruchus ornatus (Boheman 1829)[1],[5]
- Callosobruchus quadrimaculatus (Fabricius)[5]
- Callosobruchus sinuatus (Fåhraeus)[5]
- Callosobruchus vicinus (Gyllenhal)[5]
- Mylabris quadrimaculatus (Fabricius)[5]
- Pachymerus quadrimaculatus (Fabricius 1905)[5]
- Pseudopachymerus quadrimaculatus (Fabricius)[1],[5]
- Pseudopachymerus maculatus (Fabricius) Baudi, 1886[1]

## Description

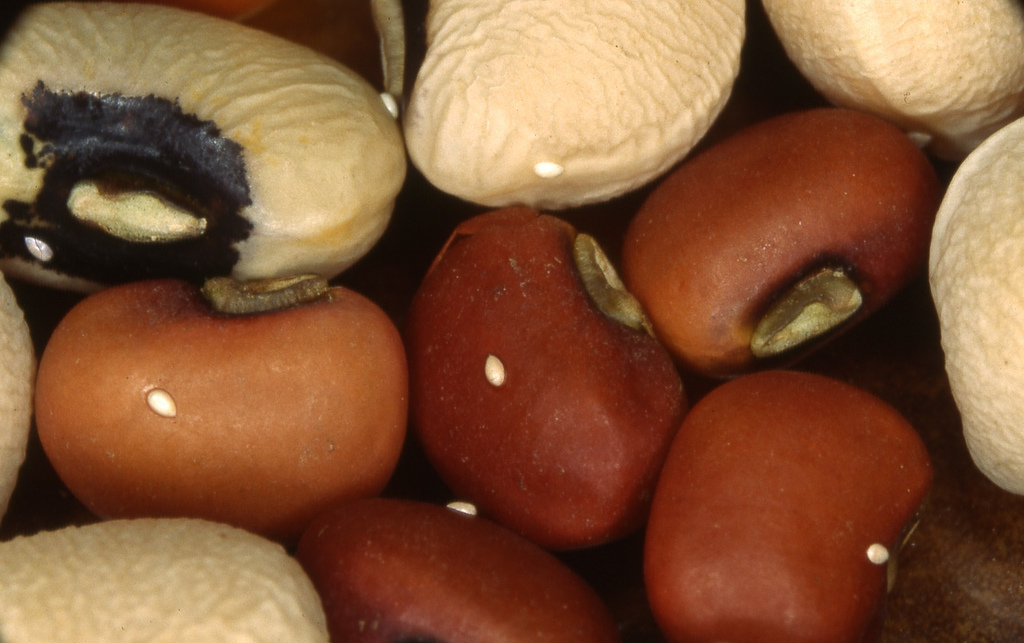
Œufs de Callosobruchus maculatus sur niébé et azuki.
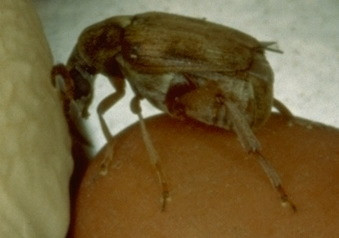
Mâle.
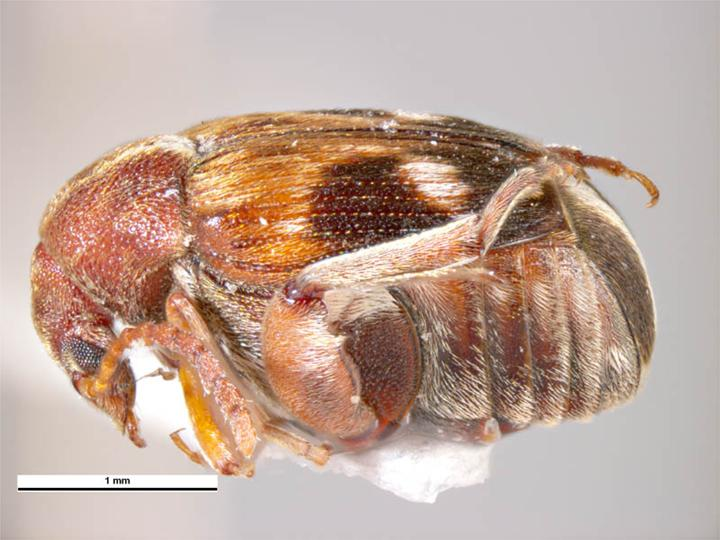
Femelle (vue latérale).
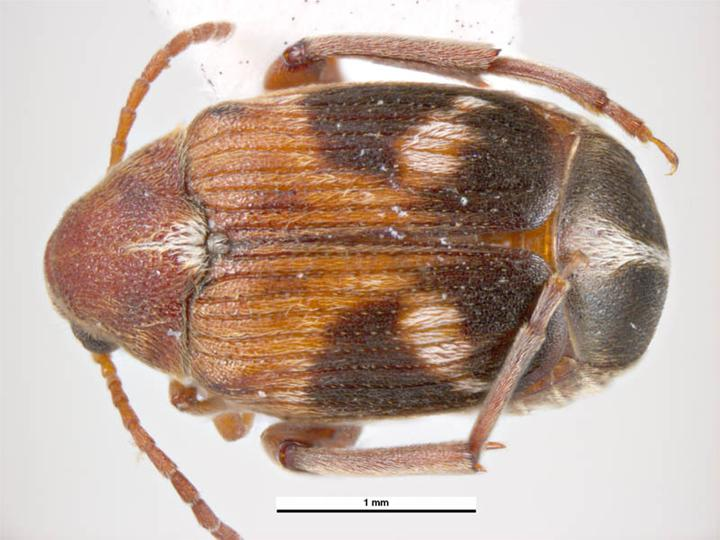
Femelle (vue dorsale).

### Œufs
Les œufs sont cimentés à la surface des légumineuses et sont des structures lisses et bombées avec des bases ovales et plates.

### Larves et pupes
Les larves et les pupes ne se trouvent normalement que dans les cellules qui s'ennuient dans les graines de légumineuses. 

### Adultes
Les adultes de C. maculatus mesurent de 2,0 à 3,5 mm de long. Les antennes des deux sexes sont légèrement dentelées. Les femelles ont souvent de fortes marques sur les élytres, constituées de deux grandes taches latérales sombres à mi-chemin le long des élytres et de petites taches aux extrémités antérieure et postérieure, laissant une zone en forme de croix brun plus pâle couvrant le reste. Les mâles sont beaucoup moins marqués. Comme d'autres espèces de Callosobruchus, C. maculatus a une paire de crêtes distinctes (intérieure et extérieure) sur la face ventrale de chaque fémur postérieur, et chaque crête porte une dent près de l'extrémité apicale. La dent intérieure est triangulaire et égale (ou légèrement plus longue que) la dent extérieure. 
Plusieurs chercheurs ont décrit une forme active ou volante de C. maculatus adulte qui est apparemment plus active et plus fortement marquée, avec un pygidium blanc. La fonction de cette forme, qui apparaît dans les populations en raison de facteurs génétiques et environnementaux, n'est pas comprise.

## Biologie

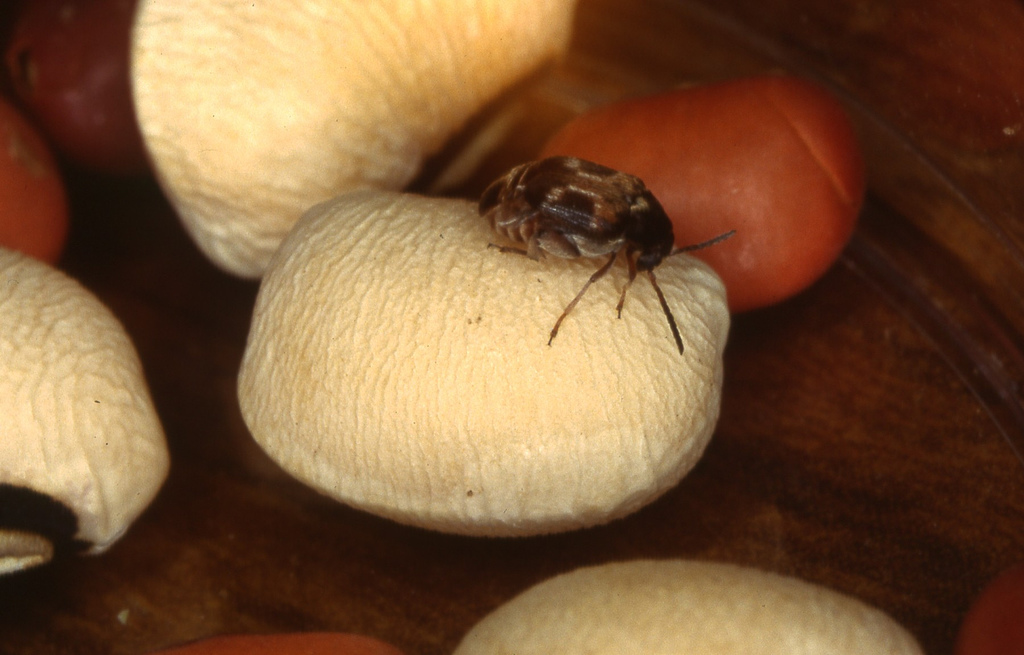
Femelle sur une graine.

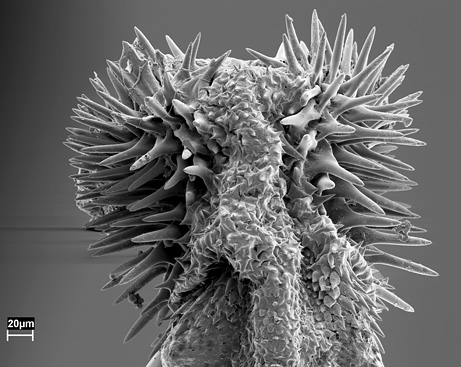
Pénis de Callosobruchus maculatus.

Les coléoptères adultes, qui ne se nourrissent pas des produits stockés, ont une très courte durée de vie, généralement pas plus de 12 jours dans des conditions optimales. Pendant ce temps, les femelles pondent de nombreux œufs, bien que la ponte puisse être réduite en présence de graines précédemment infestées. Certaines femelles adultes peuvent avoir la capacité de distinguer leurs propres marqueurs de ponte et semblent ignorer les marqueurs de ponte déposés par d'autres femelles. La température optimale pour la ponte est élevée chez C. maculatus, environ 30 à 35 °C et basse chez Callosobruchus chinensis, de 23 °C. Au fur et à mesure que les œufs sont pondus, ils sont fermement collés à la surface de la graine hôte, les variétés à graines lisses étant plus adaptées à la ponte que les variétés à graines grossières.
Si la dureté et l'épaisseur du tégument des graines sont une barrière efficace contre la pénétration des larves, la composition chimique du tégument joue également un rôle essentiel. Les larves de Callosobruchus maculatus, capable de traverser un millimètre de polystyrène, ne peuvent pas franchir le tégument des graines de 19 espèces de légumineuse autres que Vigna unguiculata. De même, les larves, vivant en mineuse dans des pilules de broyat de niébé, meurent dès que les pilules sont chargées à 5 % de lectine extraite de Canavalia ensiformis.
Les femelles pondent après copulation de 10 à 100 œufs sur les gousses mûrissantes ou bien directement sur les graines. L'éclosion intervient six jours plus tard environ. La larve néomate dite primaire pénètre dans la graine en perçant le tégument puis vit en mineuse. Après une première mue, elle perd avec la dépouille larvaire ses pattes et divers ornements extérieurs pour devenir une larve secondaire. La durée de l'évolution larvaire est d'une vingtaine de jours. La diapause larvaire et la nymphose ont lieu à l'intérieur de la graine. Avant de se nymphoser, la larve découpe avec ses mandibules un petit opercule circulaire caractéristique dans le tégument de la grain, que l'adulte soulève ensuite pour se libérer.
La larve en développement se nourrit entièrement d'une seule graine, creusant une chambre à mesure qu'elle grandit. Les conditions optimales de développement pour C. maculatus sont d'environ 32 °C et de 90 % d'Humidité relative ; la période de développement minimale pour C. maculatus est d'environ 21 jours. À 25 °C et 70 % d'humidité relative, la période totale de développement de C. maculatus se reproduisant sur des graines de Vigna unguiculata est d'environ 36 jours, la pupaison ayant lieu dans les graines 26 jours après la ponte.
Le cycle complet peut donc être estimé à 30–35 jours dans les stocks de graines où il n'y a pas de facteurs alimentaires limitants et où règnent des conditions climatique à peu près constantes. En l’absence de diapause reproductive, la multiplication est donc très rapide et les dégâts importants.
Dans la nature, les adultes de Callosobruchus maculatus vivant dans les champs et se nourrissent de pollen. Leur durée de vie est assez courte. Ce sont de bons voiliers qui se déplacent pendant les périodes chaudes et ensoleillées.

## Écologie

### Liste des plantes hôtes
- Acacia nilotica
- Astragalus cicer
- Cajanus cajan
- Cicer arietinum
- Glycine max
- Lablab purpureus
- Lathyrus sativus
- Lens culinaris subsp. culinaris
- Lupinus albus
- Phaseolus acutifolius
- Pisum sativum
- Vigna angularis
- Vigna mungo
- Vigna radiata
- Vigna umbellata
- Vigna unguiculata
- Vigna vexillata
- Voandzeia subterranea[5]

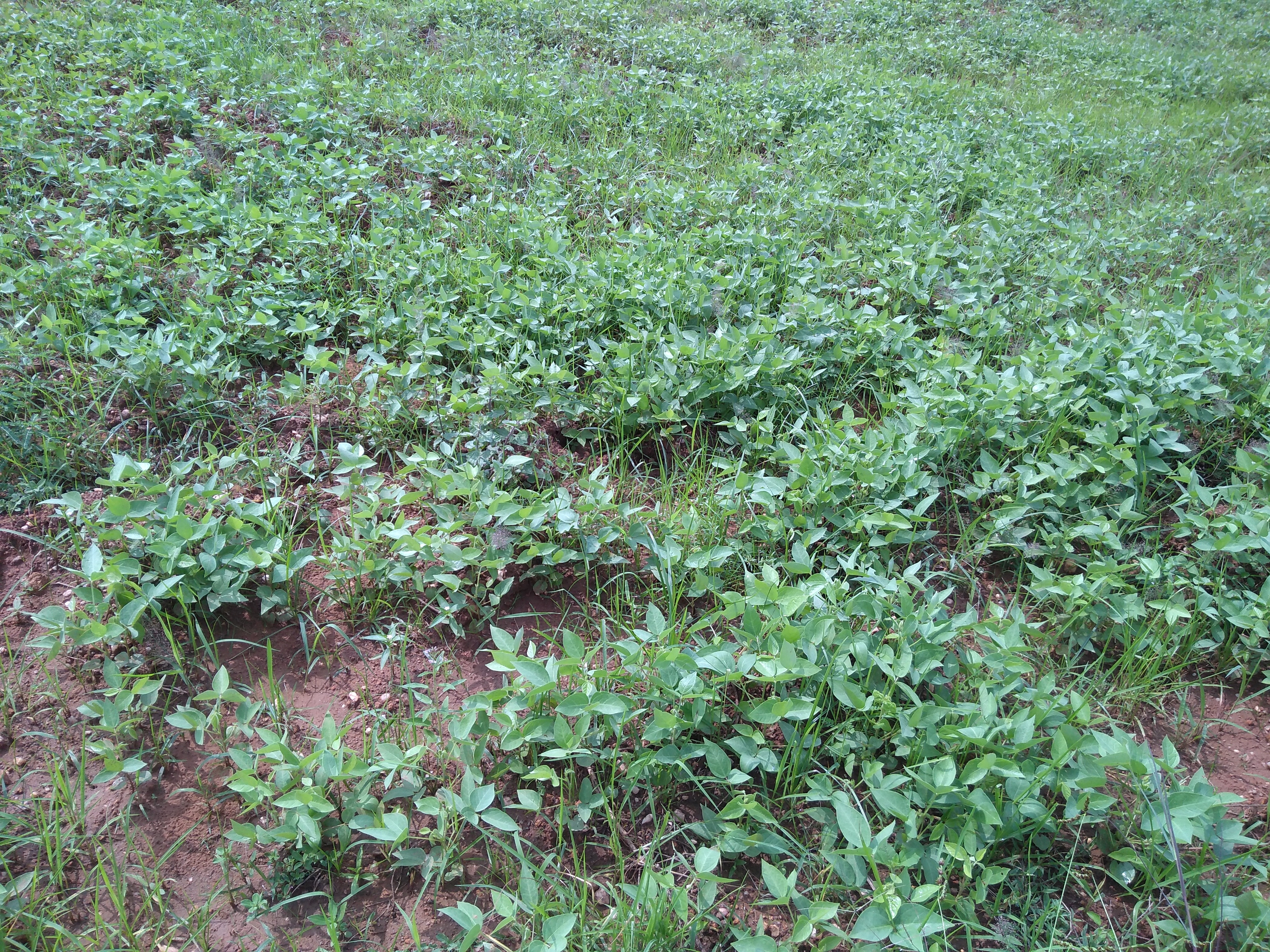
Champ de niébé (Vigna unguiculata), plante la plus fréquemment parasitée par Callosobruchus maculatus.

Callosobruchus maculatus consomme consomme également les plantes Gleditsia triacanthos, Vigna radiata et Vigna unguiculata.

### Ennemis naturels
- Anisopteromalus calandrae, parasite des larves
- Cheyletus eruditus, prédateur
- Dinarmus acutus, parasite des larves
- Dinarmus basalis, parasite des larves
- Dinarmus vagabundus, parasite
- Eupelmus orientalis, parasite des larves et pupes
- Eupelmus vuilleti, parsaite des larves et pupes
- Heterospilus prosopidis, parasite des larves
- Lariophagus distinguendus, parasite des larves
- Pteromalus cerealellae, parasite
- Pyemotes tritici, parasite
- Uscana lariophaga, parasite des œufs
- Uscana mukerjii, parasite des œufs[5]

L'acarien Pediculoïdes ventricosus est aussi un parasite de Callosobruchus maculatus.

## Lutte contre ce parasite

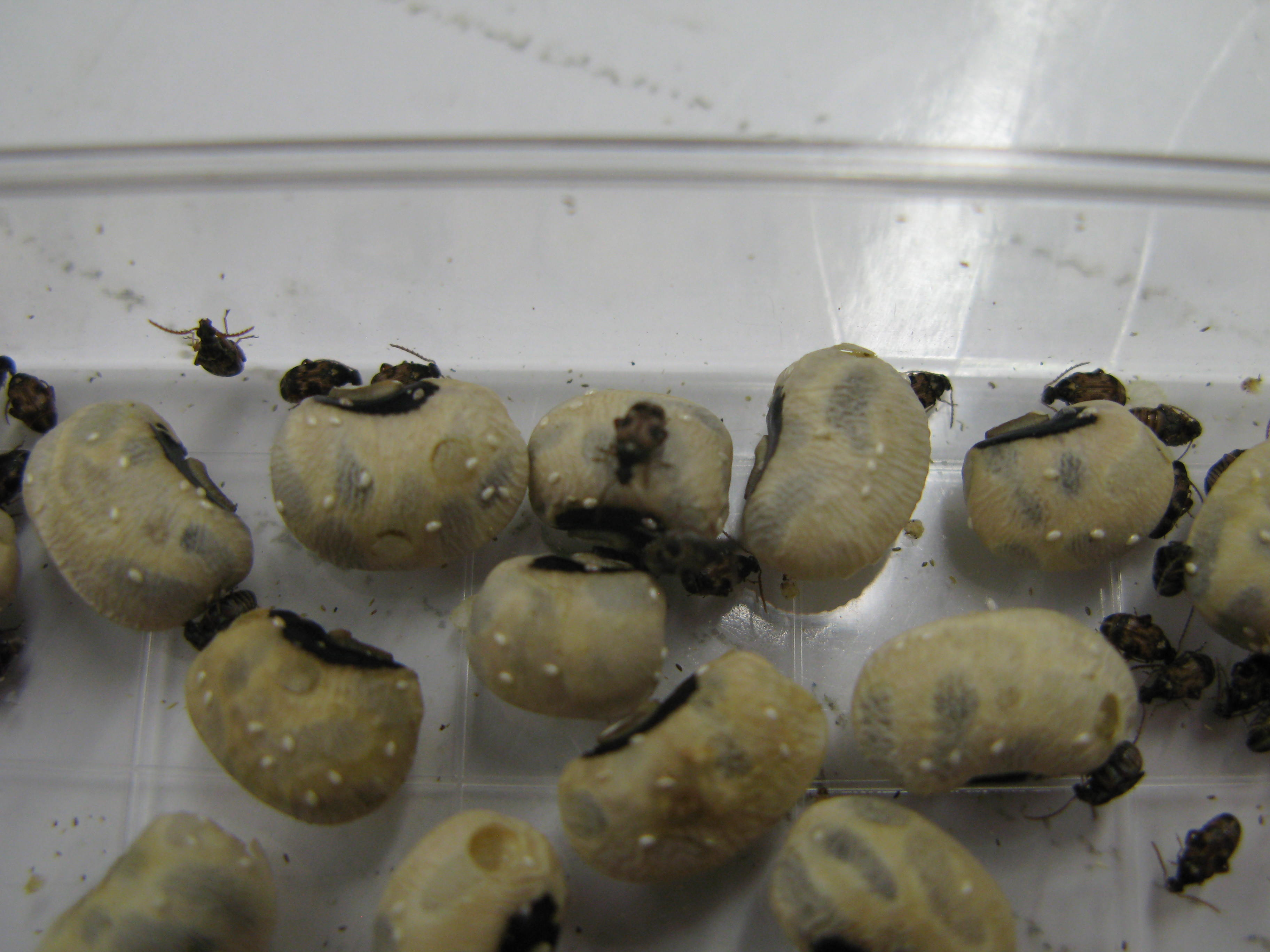
Callosobruchus maculatus parasitant des graines de niébé.

### Lutte chimique
Les Callosobruchus peuvent être contrôlés par un traitement par fumigation à la phosphine, bien que la législation dans de nombreuses régions interdit ou restreigne fréquemment l'utilisation de ces produits. Des atmosphères contrôlées de dioxyde de carbone peuvent fournir un contrôle complet.
On peut lutter contre ce parasite par de l'huile essentielle de nombreuses plantes, notamment Cistus ladaniferus. En effet, les huiles essentielles de cette plante présentent une activité insecticide et entraîne chez les femelles de bruches une réduction significative de la ponte.
Le plus connu des phyto-chimiques anti-bruches est l'azadirachtine, qui a été utilisée seule, dans des phyto-insecticides ou comme composant de feuilles ou d'extraits (liquides ou en poudre) de l'arbre Azadirachta indica, en particulier dans le sous-continent indien. L'azadirachtine est à la fois un anti-ovipositant et un insecticide (larvicide et adulticide). L'huile de cet arbre et d'autres extraits ou dérivés peuvent être appliqués directement sur les graines, où les substances volatiles ont également un effet fumigant.

### Lutte biologique
La lutte biologique n'a pas été largement utilisée contre les espèces de Callosobruchus, bien que les populations naturelles de C. maculatus soient souvent soumises à des niveaux élevés de parasitisme, en particulier en Afrique de l'Ouest. Il semble probable que des études menées sur la biologie complexe des interactions plante-hôte-parasitoïde (par exemple, Monge et Cortesero, 1996) et sur l'effet du climat (Ouedraogo et al., 1996) et de la densité d'hôtes (Tuda, 1996; Sanon et Ouedraogo, 1998) sur le comportement des parasitoïdes peuvent être plus susceptibles d'influencer les changements dans les pratiques de stockage pour encourager les parasitoïdes que d'encourager la mise en œuvre de programmes classiques de lutte biologique. Néanmoins, des techniques d'élevage de masse pour les parasitoïdes ont été développées et des procédures de contrôle par l'inoculation des parasitoïdes ont été suggérées. 
Les champignons entomophages (Beauveria bassiana et Metarhizium anisopliae) et les bactéries (Bacillus thuringiensis) ne présentent qu'une efficacité limitée contre C. maculatus.
Un autre moyen est de planter le niébé en culture associée avec l'arachide, le mil ou le sorgho. Cependant, le mil peut être à éviter car il peut constituer une plante hôte pour le Callosobruchus maculatus adulte.
Une autre solution est de cultiver des cultivars de niébé résistants à Callosobruchus maculatus. Il existe aujourd'hui le cultivar T Vu2027 qui a des graines résistantes, et le cultivar T Vu4200 qui des gousses résistantes.
Un dernier moyen de lutte est de récolter les gousses avant maturation, la fréquence de ponte augmentant avec la dessiccation de la gousse.

### Conservation des graines et semences
Concernant la conservation des semences, elle peut se faire en leur injectant des insecticides, mais cette méthode est dangereuse. En effet, chaque année ont lieu des accidents mortels dus à la consommation de ces semences en période de disette.
La conservation en bouteilles ou en boîtes étanches et assez répandue. Son efficacité peut être augmentée en ajoutant du piment rouge Capsicum frutescens broyé. Les propriétés insecticides du piment passent pour être supérieures à celles du bisulfite de carbone ou du pyrethrum dans les greniers familiaux.
Les plantes Hyptis spicegera et Cassia nigricans, séchées et dispersées entre les gousses de niébé, réduisent l'infestation par les bruches.
Pour la conservation des stocks alimentaires, on peut utiliser du sable ou de la cendre de bois qui remplit les interstices entre les cosses ou les graines, et limite l'infestation en réduisant la quantité de dioxygène disponible et en éraflant la couche cireuse et protectrice de chitine sur l'abdomen des adultes, limitant ainsi leur latitude de manœuvre et de rencontre. On peut également recouvrir les graines d'un film d'huile de palme ou d'arachnide qui assure une bonne conservation. L'entreposage dans des sacs en toile de jute renforcés et étanches est aussi envisageable.
On peut également stériliser les bruches par la chaleur, par exemple en entreposant des graines dans un bidon d'huile peint en noir exposé quatre jours en plein soleil, tout en maintenant intact le pouvoir germinatif des graines.
L'irradiation par rayonnement gamma ionisant s'est avérée efficace pour lutter contre C. maculatus dans les magasins, bien que cette pratique ne soit pas largement autorisée et puisse être coûteuse. L'éclosion des œufs semble empêchée à 10 Gy ; le développement larvaire est arrêté à 20 Gy ; le développement pupal est arrêté à 150 Gy. Jusqu'à 1500 Gy peuvent être nécessaires pour tuer des adultes, bien que la stérilisation des mâles et des femelles adultes puisse être obtenue à des doses inférieures à 100 Gy.